# Todas as ruas do amor
«Todas as ruas do amor» (Todas las calles del amor, en español) fue la canción elegida en Portugal en el Festival RTP da Canção para representar el país en el Festival de la Canción de Eurovisión 2009.
La canción fue interpretada por el grupo Flor-de-Lis y fue compuesta por Pedro Marques y Paulo Pereira, denotando influencias de la música popular portuguesa.